# Гонсалес, Валентин
Валенти́н Гонса́лес Гонса́лес, в СССР Пётр Антонович Комиссаров (исп. Valentín González González, прозвище «Кампеси́но» (исп. El Campesino — «крестьянин», «деревенщина»), 4 ноября 1904, Малькосинадо — 20 октября 1983, Мадрид) — испанский военный и политический деятель, коммунист, один из республиканских командиров в ходе гражданской войны в Испании.

## Биография

### Детство и молодые годы

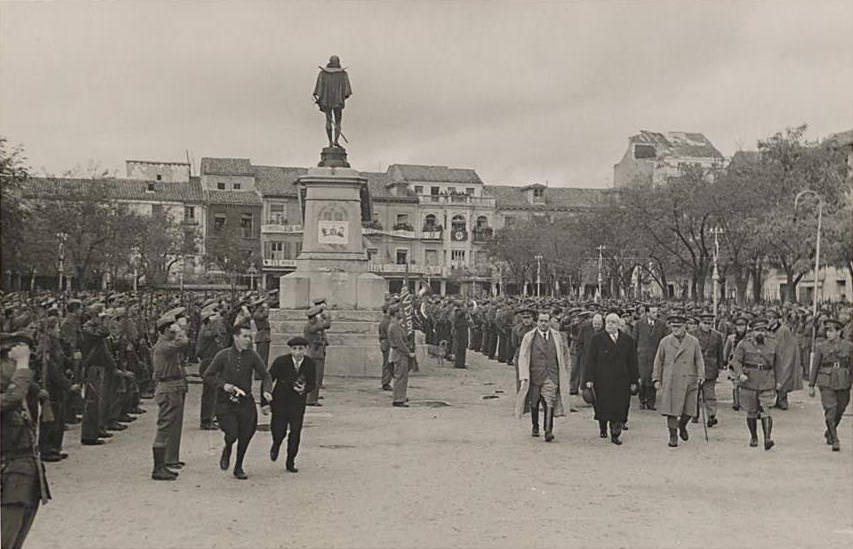
Президент Республики Испания Мануэль Асанья инспектирует войска 46-й дивизии на площади Пласа-де-Сервантес, 13 ноября 1937 года. Гонсалес идёт вторым справа от президента (в портупее, с густой бородой)

Был шахтёром в Андалусии, воевал в Марокко, дезертировал, во времена Республики вступил в партию коммунистов.

### Гражданская война в Испании
Участвовал в боях в окрестностях Мадрида (сражение при Хараме, Гвадалахарская операция, Брунетская операция) и в Арагоне (сражение при Бельчите, Теруэльская операция), командовал обороной Лериды. В СССР получил прозвище «Испанский Чапаев».

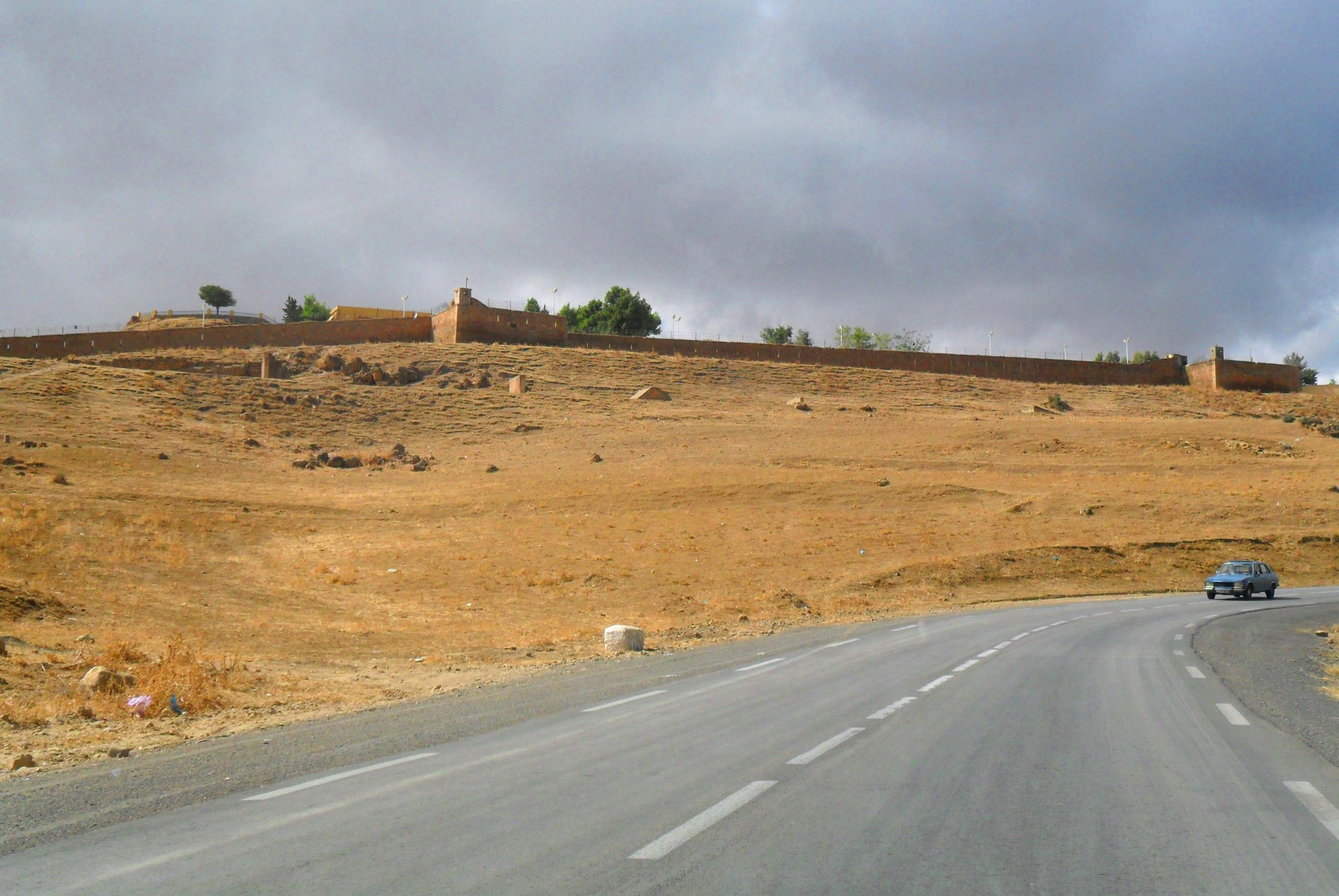
Богхарский форт, в котором Гонсалес содержался после интернирования в 1939 году

После поражения республиканцев, в конце войны в 1939 году ему была доверена часть партийной кассы, он бежал на лодке из порта Адра с портфелем, в котором было 160 тыс. песет в банкнотах. Он направлялся в Северную Африку, был интернирован в концентрационном лагере в Богхаре (Алжир).

### Советский период (1939—1949)
Вместе с другими испанскими коммунистами в 1939 году он попал в СССР, где был успешно аттестован РККА и получил звание комбриг. Учился в Военной академии имени Фрунзе в числе 28 испанских командиров, но был отчислен, якобы за «неуспеваемость», арестован и посажен в Лубянскую тюрьму, где из него пытками выбивали признания в шпионаже. Вместе с другими заключёнными участвовал в строительстве Московского метрополитена. Пытался бежать от сталинских репрессий, был возвращён и водворён в лагерь в Воркуте, где привлекался к каторжным работам на шахте. В ноябре 1947 года был переведен в ИТЛ в Ашхабаде. Затем последовательно прошёл через шесть лагерей в Красноводском районе. В апреле 1948 года снова оказался в ИТЛ в Ашхабаде, где работал на фабрике по производству кровельных материалов. При содействии других политзаключённых — старых большевиков-ленинцев, вновь бежал в 1949 году, добрался до советско-иранской границы и успешно пересёк её, из Ирана перебрался в Европу. Осел во Франции, проживал в Меце. Опубликовал мемуары «Жизнь и смерть в Советском Союзе». Дождавшись смерти Франко и падения франкистского режима в Испании, Кампесино смог вернуться в Испанию в 1977 году. Он объявил себя сторонником Испанской социалистической рабочей партии и продемонстрировал свою поддержку Фелипе Гонсалесу. Его жена и дети, которых он считал погибшими много десятилетий назад, оказались живы и семья воссоединилась. Скончался в Мадриде в 1983 году.

## Семья
- Первая жена — Хуана[1], в браке было трое детей.
  - Сын — Мануэль[2] и ещё двое детей.
- Вторая жена — Ариадна Джан (1920—1999[2]).
  - Дочь — Виктория Кравченко (род. 1944[2])